# 前132年
| 千纪： | 前1千纪 |
| 世纪： | 前3世纪 \| 前2世纪 \| 前1世纪                                                                                         |
| 年代： | 前160年代 \| 前150年代 \| 前140年代 \| 前130年代 \| 前120年代 \| 前110年代 \| 前100年代                               |
| 年份： | 前137年 \| 前136年 \| 前135年 \| 前134年 \| 前133年 \| 前132年 \| 前131年 \| 前130年 \| 前129年 \| 前128年 \| 前127年 |
| 纪年： | 西汉元光三年 |

## 大事记
- 西漢丞相田蚡陷害大臣竇嬰
- 第一次西西里奴隶起义結束

## 出生
- 米特里达梯六世，本都王国的国王

## 逝世
- 刘寿，漢朝齐王
- 灌夫，漢朝將軍
- 提比略·格拉古，罗马执政官